# A Sense of Wonder
A Sense of Wonder es del decimoquinto álbum de estudio del músico norirlandés Van Morrison, publicado por la compañía discográfica Mercury Records en 1985. Antes de su lanzamiento, Morrison se vio obligado a sustituir el poema de W. B. Yeats «Crazy Jane on God» debido a la expresa prohibición de sus herederos de publicar un material que, en su opinión, sólo podía ser interpretado con música clásica. Morrison la sustituyó por una versión del tema de Mose Allison «If You Only Knew».
En enero de 2008, Polydor Records publicó una versión remasterizada de A Sense of Wonder con dos temas extra: dos tomas alternativas de «Crazy Jane on God» y «A Sense of Wonder».

## Lista de canciones
Todas las canciones escritas y compuestas por Van Morrison excepto donde se anota. 
| Cara A |                          |              |          |  |
| N.º    | Título                   | Escritor(es) | Duración |  |
| 1.     | «Tore Down a la Rimbaud» |              | 4:09     |  |
| 2.     | «Ancient of Days»        |              | 3:37     |  |
| 3.     | «Evening Meditation»     |              | 4:13     |  |
| 4.     | «The Master's Eyes»      |              | 4:01     |  |
| 5.     | «What Would I Do»        | Ray Charles  | 5:10     |  |

| Cara B |                       |                                                |          |  |
| N.º    | Título                | Escritor(es)                                   | Duración |  |
| 1.     | «A Sense of Wonder»   |                                                | 7:09     |  |
| 2.     | «Boffyflow and Spike» |                                                | 3:06     |  |
| 3.     | «If You Only Knew»    | Mose Allison                                   | 2:56     |  |
| 4.     | «Let the Slave»       | William Blake, Adrian Mitchell, Kate Westbrook | 5:26     |  |
| 5.     | «A New Kind of Man»   |                                                | 3:21     |  |

| Temas extra (reedición de 2008) |                                        |              |          |  |
| N.º                             | Título                                 | Escritor(es) | Duración |  |
| 11.                             | «A Sense of Wonder» (Toma alternativa) |              | 3:50     |  |
| 12.                             | «Crazy Jane on God» (Toma alternativa) |              | 6:06     |  |

## Personal
Músicos
- Van Morrison: guitarra, piano y voz.
- John Allair: órgano.
- Richie Buckley: saxofón soprano en «A Sense of Wonder» y «Boffyflow and Spike».
- Bob Doll: trompeta
- Tom Donlinger: batería
- Pee Wee Ellis: saxofón tenor y arreglos de vientos
- David Hayes: bajo
- Pauline Lazano: coros
- Chris Michie: guitarra
- Bianca Thornton: coros

Equipo técnico
- Jim Stern y Mick Glossop: mezclas
- John Walter: coordinación del proyecto.
- Andrew Plewett: dirección artística.
- Torchlight: diseño de portada.
- Paul Cox: fotografía

## Posición en listas
| País           | Lista                    | Posición |
| -------------- | ------------------------ | -------- |
| Estados Unidos | Billboard 200            | 61       |
| Nueva Zelanda  | New Zealand Music Charts | 19       |
| Países Bajos   | Mega Albums Top 100      | 30       |
| Reino Unido    | UK Albums Chart          | 25       |

| Sencillo                 | País           | Lista                  | Posición |
| ------------------------ | -------------- | ---------------------- | -------- |
| «Tore Down a la Rimbaud» | Estados Unidos | Billboard Hot 100      | 101      |
| «Tore Down a la Rimbaud» | Estados Unidos | Mainstream Rock Tracks | 19       |